# Otavite
L'otavite est un minéral rare de carbonate de cadmium, de formule CdCO3. 
Il a été décrit pour la première fois en 1906 dans le district de Tsumeb près d'Otavi, en Namibie.

## Caractéristiques
L'otavite cristallise en système trigonal et forme des incrustations et de petits cristaux scalénoédriques qui ont un éclat nacré à adamantin.
Sa couleur va du blanc au rougeâtre au brun-jaune. Sa dureté dans l'Échelle de Mohs est de 3,5 à 4 et sa densité est de 5,04. 
Les minéraux associés comprennent l'azurite, la calcite, la malachite et la smithsonite.

## Groupe de la calcite
L'otavite fait partie du groupe de la calcite qui est composé de minéraux de formule générale ACO3, où «A» peut être un ou plusieurs ions métalliques (+2) tout particulièrement le calcium, le magnésium, le fer, le manganèse, le zinc, le cadmium, le cobalt et le nickel. La symétrie des membres de ce groupe est trigonale.
- Calcite (CaCO3)
- Gaspéite ({Ni, Mg, Fe}CO3)
- Magnésite (MgCO3)
- Otavite (CdCO3)
- Rhodochrosite (MnCO3)
- Sidérite (FeCO3)
- Smithsonite (ZnCO3)
- Sphérocobaltite (CoCO3)